# Luongo (Luapula)
Der Luongo ist ein rechter Nebenfluss des Luapula in Sambia.

## Verlauf
Der Fluss hat seine Quellen in dem Lupososhi Distrikt, direkt an der Grenze zur Provinz Luapula, etwa 25 westlich von Luwingu. Nach dem Überschreiten der Grenze fließt er in zwei weiten Bögen Richtung Westen und bildet dabei einen Teil der Grenze zwischen den zwei Distrikten Kawambwa und Chipili. Dann biegt er nach Süden ab. Kurz vor dem Erreichen der Grenze zu dem Distrikt Mansa wird er in einem etwa 10 km langen Reservoir aufgestaut, in das auch sein größter Nebenfluss, der Lufubu, mündet. Dieser bildet einen Teil der Nordgrenze Mansas nach Chipili. Mit der Mündung übernimmt der Luongo diese Aufgabe weiter in westliche Richtung. Nach dem Verlassen des Sees fließt er in westliche Richtung weiter zu den Musondafällen, wo über das Musondafälle Wasserkraftwerk ein Teil des Wassers zur Energiegewinnung abgezweigt wird. Hier bildet er einen Teil der Grenze zwischen Mansa und Mwense. Der Luongo mündet schließlich 60 km nordnordwestlich von Mansa in den Luapula.

## Ökosystem
Es gibt Grund zur Annahme, dass das Gebiet eine lebhafte geomorphologische Geschichte hatte und einige Teile des Luongo zu früheren Zeiten in das Einzugsgebiet des Sambesi entwässert hat. Das Gefälle des Luongo ist ungewöhnlich. Es ist zunächst hoch, mit steilen Hängen und Wasserfällen. Im Mittelteil ist es niedrig und es bildet sich eine Überschwemmungsebene. Der Unterlauf ist wieder steil. Es haben sich im Ober- und Unterlauf jeweils an den Gewässertyp angepasste Arten entwickelt, aber die Artenzusammensetzung ist jeweils anders. Der Fluss ist ungewöhnlich artenreich. So wurden in ihm bislang 49 Fischarten gefunden, während zum Beispiel im Kalomo, einem Sambesizufluss vergleichbarer Art, mit 23 nicht einmal die Hälfte gefunden wurde. Keine der Arten wurde im gesamten Flussverlauf gefunden. 3 Arten wurden nur im Oberlauf und 14 nur im Unterlauf gefunden. 16 Arten sind auf das Überschwemmungsgebiet begrenzt.